# HD 176502
HD 176502，又名BD+40 3544，SAO 47965、HR 7179，是一颗恒星，视星等为6.22，位于銀經70.88，銀緯16，其B1900.0坐标为赤經18h 55m 30.2s，赤緯+40° 16′ 30″。